# Обсерватория MDM
Обсерватория MDM — оптическая астрономическая обсерватория на Китт-Пике (к западу от Тусона, штат Аризона, США), примыкает к Национальной обсерватории Китт-Пик. Принадлежит и управляется: Мичиганский университет, Дартмутский колледж, Университет штата Огайо, Колумбийский университет и Университет Огайо. Аббревиатура MDM расшифровывается как Michigan-Dartmouth-MIT, так как Массачусетский технологический институт был ранее частью управляющего консорциума.
Имеет два телескопа-рефлектора: 2,4 м телескоп Хилтнера (с 1986 года), используемый для галактических исследований, а также 1,3 м телескоп Макгроу-Хилл (с 1975 года), который изначально был расположен рядом с Анн-Арбором, штат Мичиган.

## Телескоп Хилтнера
Имеет зеркало 2,4 м с алюминиевым покрытием Cer-Vit, фокусы Кассегрена f/7.5 и f/13.5. Телескоп был построен в 1986 году, зеркало были повторно отполировано в 1991 году. Назван в честь астронома Уильяма Альберта Хилтнера (1914-1991).

## Телескоп Макгроу-Хилл
Телескоп диаметром 1,3 метра из стекла с низким тепловым расширением Cer-Vit с алюминиевым покрытием, апертура 1,27 м, фокусы f/7.5 и f/13.5. Телескоп был первоначально установлен в Стинчфилд Вудс (Мичиган) в 1969 году и перевезен в 1975 году в MDM. Астероид (4432) Макгроу-Хилл назван в его честь.